# 渡邉夏燦
渡邉 夏燦（わたなべ かざん、1993年8月31日 - ）はトップイーストリーグDiv.1横河武蔵野アトラスターズに所属するラグビー選手。

## プロフィール
- 神奈川県出身[1]。
- ポジションはスタンドオフ(SO)。
- 身長 177cm、体重 75kg

## 略歴
小学1年生からラグビーを始めた。
2012年、クライストチャーチ・ボーイズ校卒業後、同志社大学に入る。
2015年、トップリーグトライアウトに参加した。
2016年、同志社大学卒業後、三菱重工相模原ダイナボアーズに加入。同年9月11日に行われたトップイーストリーグDiv.1第1節の日本IBMビッグブルー戦に途中出場で公式戦初出場を果たした。
2020年、横河武蔵野アトラスターズに加入。